# Accounting Regulatory Committee
Das Accounting Regulatory Committee (deutsch: Regelungsausschuss für Rechnungslegung), oftmals ARC abgekürzt, ist ein europäischer Ausschuss, der im Zusammenhang mit der Umsetzung der International Financial Reporting Standards (IFRS) innerhalb der Europäischen Union eine zentrale Rolle spielt.

## Hintergrund
Mit der Verordnung (EG) Nr. 1606/2002 vom 19. Juli 2002, der sog. IAS-Verordnung, wurde innerhalb der Europäischen Union zur schnelleren Vollendung des Binnenmarktes für Finanzdienstleistungen für kapitalmarktorientierte Unternehmen die Pflicht etabliert,  ihre konsolidierten Abschlüsse für Geschäftsjahre, die am oder nach dem 1. Januar 2005 beginnen, nach IFRS aufzustellen. In diesem Zusammenhang wurde der Regelungsausschuss für Rechnungslegung gemäß Artikel 6 der Verordnung gegründet, um die Europäische Kommission bei ihrer Entscheidung zur Übernahme neuer vom International Accounting Standards Board veröffentlichter Standards bzw. der zugehörigen Auslegungsentscheidungen des International Financial Reporting Interpretations Committee zu unterstützen. Der Ausschuss setzt sich aus Regierungsvertretern der EU-Mitgliedsstaaten zusammen, Deutschland ist durch das Bundesministerium der Justiz vertreten.
Die EU beschließt die Übernahme jedes einzelnen IFRS-Standards und jeder einzelnen vom International Financial Reporting Interpretations Committee veröffentlichten Auslegung im sogenannten Ausschussverfahren (teilweise auch Komitologie-Verfahren genannt), hierbei werden neben dem Regelungsausschuss für Rechnungslegung auch ein entsprechender Ausschuss des Europaparlaments sowie die European Financial Reporting Advisory Group konsultiert. Zur Wahrnehmung seiner Aufgaben muss das ARC seitens der Kommission regelmäßig alle relevanten Informationen erhalten, dies beinhaltet insbesondere eine Unterrichtung über laufende Vorhaben, Thesenpapiere, spezielle Recherchen und Exposure Drafts, die vom IASB veröffentlicht werden, sowie über die anschließenden fachlichen Arbeiten des Technischen Ausschusses. Das „Endorsement“, d. h. die Anerkennung eines Standards bzw. einer Auslegungsentscheidung, kommt jedoch nur zustande, wenn das ARC einem entsprechenden Vorschlag der Europäischen Kommission zustimmt. Dabei muss innerhalb von drei Monaten nach Vorlage eine Entscheidung getroffen werden, hierbei genügt die einfache Mehrheit. Anschließend bereitet die Kommission die entsprechende Inkraftsetzung mittels EU-Verordnung vor, sollten das Europaparlament und der Rat der Europäischen Union nicht widersprechen.